# Jan Krissler

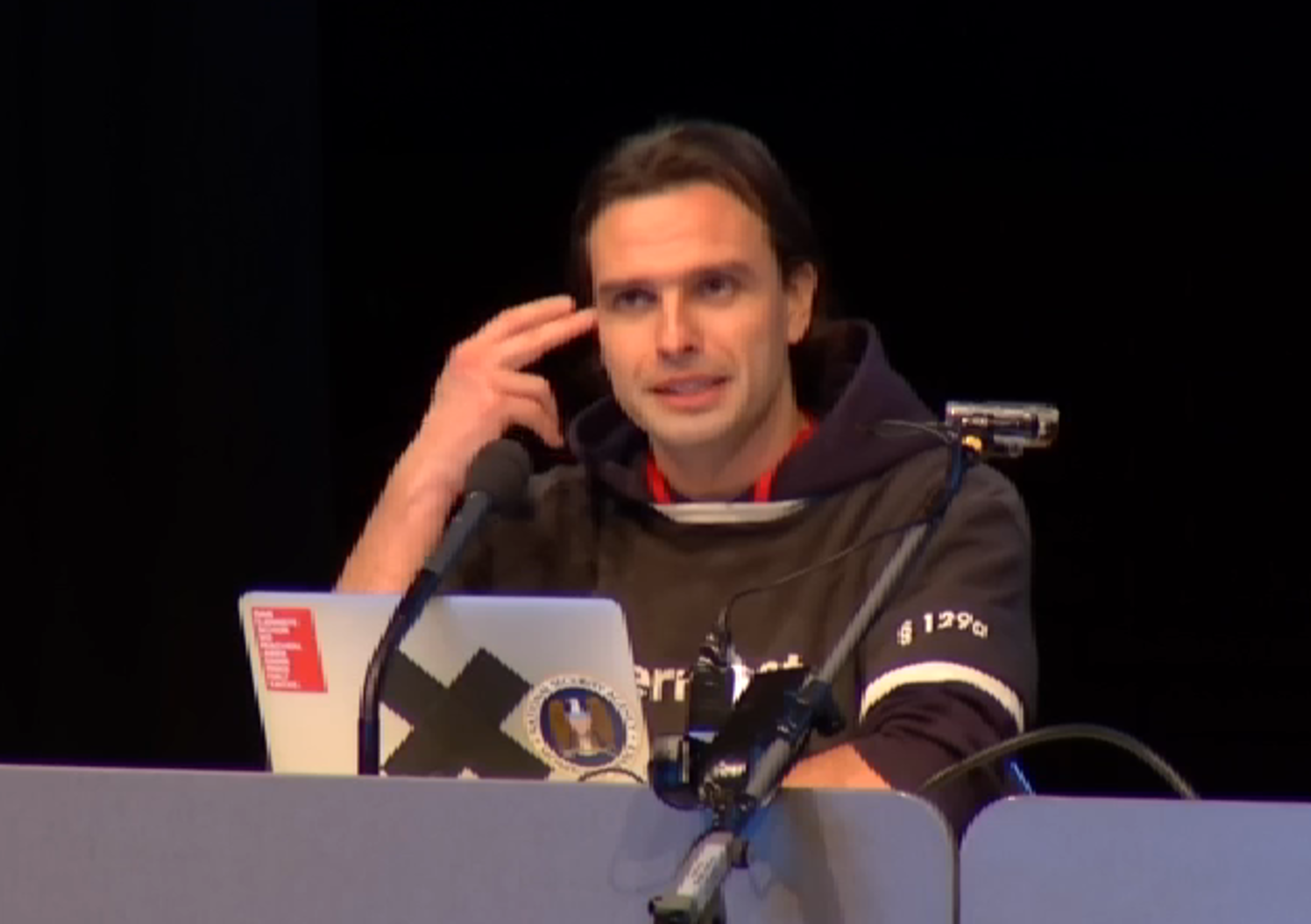
Starbug (Jan Krissler), 2014

Jan Krissler, auch bekannt als Starbug, ist ein deutscher Informatiker und Wissenschaftler, der vornehmlich durch seine Arbeit zur Manipulation von biometrischen Systemen und seine Beteiligung in der Europäischen Hacker-Szene internationale Bekanntheit erlangte. Seine bisher größte Beachtung fand Krissler für seine Veröffentlichungen zur Überwindung des Fingerabdrucksensors von Apples iPhone.

## Fingerabdrücke prominenter Politiker
Als Protestaktion und zur Demonstration der Machbarkeit veröffentlichte Krissler zusammen mit dem Chaos Computer Club 2008 die Fingerabdrücke des damaligen Innenministers Wolfgang Schäuble. Dafür wurden Spuren auf einem von ihm benutzten Glas mittels einer Digitalkamera fotografiert und digital aufgearbeitet. Anlass der Aktion waren die unter Schäuble vom Innenministerium eingeführten biometrischen Pässe, auf welchen die Fingerabdrücke des Passinhabers digital gespeichert wurden.
Er verfeinerte den Angriff 2014, als er auf Basis von Pressefotos der Verteidigungsministerin Ursula von der Leyen ihren Fingerabdruck rekonstruieren konnte und die Angriffe auf dem Chaos Communication Congress vorstellte.

## Wissenschaftliches Wirken
Neben seiner Tätigkeit als Aktivist und seine populärwissenschaftlichen Veröffentlichungen zur Sicherheit biometrischer Systeme ist Jan Krissler auch als Wissenschaftler in verschiedenen Fachpublikationen vertreten. Frühere Werke befassen sich vornehmlich mit der Sicherheit biometrischer Systeme. In späteren Arbeiten befasste sich Krissler auch mit der Grundlagenforschung zu fiberoptischen Systemen und der Entwicklung neuartiger Angriffe auf Mikrochips in Smart-Cards.
Seine Arbeiten ab 2014 befassten sich wieder mit neuartigen Angriffen gegen biometrische Systeme. Internationale Aufmerksamkeit erhielt dabei auch seine Arbeit zu Gefahren von hochauflösenden Kameras in Mobiltelefonen, welche das verdeckte Stehlen von Fingerabdrücken ermöglichen, sowie seine Arbeit zu Schwächen in biometrischen Bezahlsystemen. Im Dezember 2018 stellte Krissler zusammen mit Julian Albrecht auf dem 35. Chaos Communication Congress  einen Angriff auf die biometrischen Venenerkennungssysteme PalmSecure von Fujitsu und VeinID von Hitachi vor.
Von 2013 bis 2019 arbeitete er für die T-Labs der Deutschen Telekom, ein An-Institut der Technischen Universität Berlin. Seitens der Universität war er als wissenschaftlicher Mitarbeiter der Gruppe von Jean-Pierre Seifert aufgeführt. Aktuell (2024) ist er laut seinem LinkedIn-Profil tätig als selbstständiger Forscher und Berater für biometrische Sicherheit.